# Princípio de explosão
O princípio de explosão (em latim: ex falso quodlibet ou ex contradictione sequitur quodlibet, "a partir de uma contradição, qualquer coisa segue") é uma lei da lógica clássica e de alguns outros sistemas como a lógica intuicionista que, de acordo com ela, "qualquer coisa pode surgir de uma contradição", isto é, uma vez que uma contradição foi afirmada, qualquer proposição (ou a sua inversa) pode ser inferida dela. Em termos simbólicos, o princípio de explosão pode ser expressado da seguinte maneira (onde "{\displaystyle \vdash }" simboliza a relação de consequência lógica):
{\displaystyle \{\phi ,\lnot \phi \}\vdash \psi .}
Esta expressão pode ser lida da seguinte maneira: "Se algo é verdadeiro ({\displaystyle \phi }) e não verdadeiro ({\displaystyle \neg \phi }) ao mesmo tempo, é possível derivar qualquer conclusão ({\displaystyle \psi })."
O princípio da explosão também é conhecido como ex falso quodlibet, ex falso sequitur quodlibet, ex contradictione [sequitur] quodlibet e ex falso/contradictione [sequitur]. Todas são variações da versão em Latim que significa: "da falsidade/contradição obtém-se o que se queira".

## Argumentos
Um argumento informal para este princípio pode ser feito considerando duas afirmações contraditórias quaisquer como, por exemplo, "Limões são verdes" e "Limões não são verdes" e considerar que ambas são verdadeiras. Com isso, é possível provar absolutamente qualquer coisa, como "Papai Noel existe", por exemplo. Pois, uma vez que as afirmações "Limões são verdes" e "Limões não são verdes" são verdadeiras, nós podemos inferir que limões são verdes (pois é exatamente o que a primeira afirmação diz). A partir daí, é possível dizer que a afirmação "Limões são verdes ou Papai Noel existe" (uma das duas precisa ser verdadeira para esta afirmação ser verdadeira, portanto, como foi demonstrado que é verdadadeira a afirmação que os limões são verdes, então esta afirmação expandida também deve ser verdadeira). Como limões são verdes ou Papai Noel existe, uma vez que limões não são verdes (que foi a premissa inicial), deve ser verdade que Papai Noel existe. 

### Prova teórica
Considere as seguintes derivações:
1. {\displaystyle \phi \wedge \neg \phi \,}
suposição
2. {\displaystyle \phi \,}
de (1) por eliminação da conjunção
3. {\displaystyle \neg \phi \,}
de (1) por eliminação da conjunção
4. {\displaystyle \phi \vee \psi \,}
de (2) por introdução da disjunção
5. {\displaystyle \psi \,}
de (3) e (4) por silogismo disjuntivo
6. {\displaystyle (\phi \wedge \neg \phi )\to \psi }
de (5) por prova condicional em respeito a suposição (1).